# Kozarska Dubica
Pour les articles homonymes, voir Dubica.
Kozarska Dubica (en serbe cyrillique : Козарска Дубица) ou Bosanska Dubica (en serbe cyrillique : Босанска Дубица) est une ville et une municipalité de Bosnie-Herzégovine située dans la république serbe de Bosnie. Selon les premiers résultats du recensement bosnien de 2013, la ville intra muros compte 11 566 habitants et la municipalité 23 074.

## Géographie
Kozarska Dubica se trouve à 26 kilomètres de l'autoroute Zagreb-Belgrade, à 70 km au nord-ouest de Banja Luka, sur les bords de la rivière Una. La ville est bordée au nord par la république de Croatie, par les municipalités de Bosanska Gradiška à l'est, Kostajnica à l'ouest et Prijedor au sud.

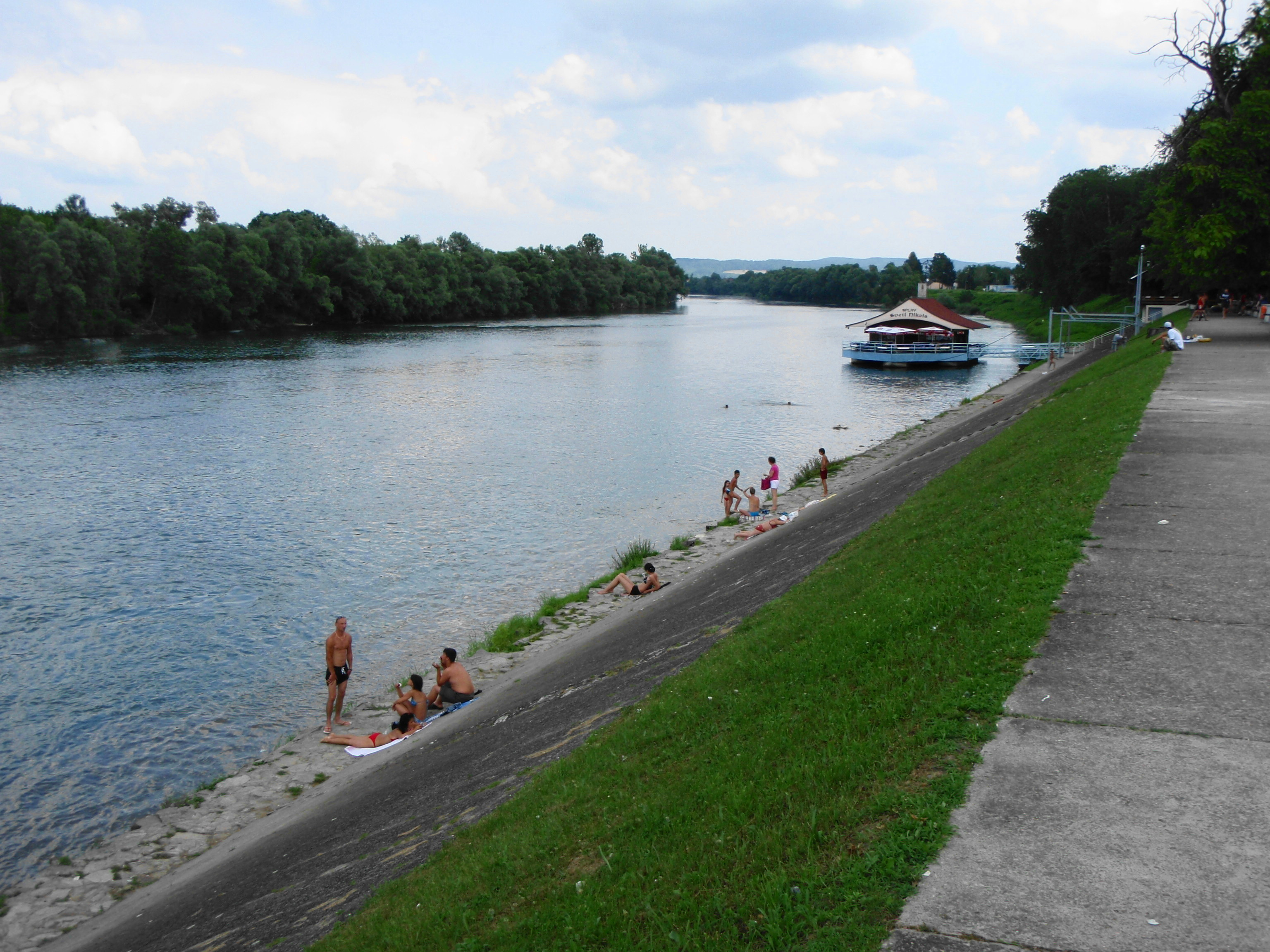
La rivière Una à Kozarska Dubica

## Histoire

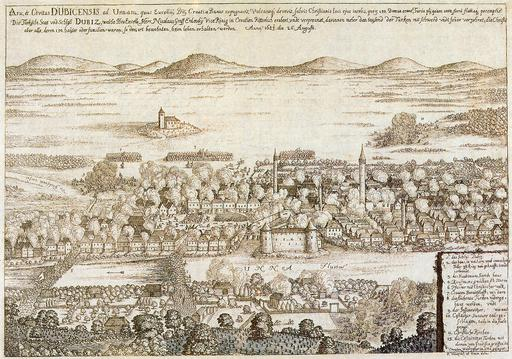
Vue ancienne de Dubica

Dubica aurait été fondée en 930. Cependant, la première mention connue du nom de la ville remonte à 1197. Les Babonici-Vodicki ont dirigé la ville jusqu'au XIIe siècle. En 1269, ce diocèse et ce château deviennent propriété des templiers par le biais d'un échange (conclu par Béla IV de Hongrie) avec les villes de Gecske et de Zengg en Croatie. Bosanska Dubica est devenue une forteresse importante du fait de sa position stratégique à l'époque de la présence ottomane. La ville a été libérée de l'occupation turque en 1538 et ensuite été intégrée à l'Empire austro-hongrois. La dernière guerre autro-turque, qui s'est déroulée de 1788 à 1791, a été appelée Guerre de Dubica et s'est déroulée dans cette région. Durant la Seconde Guerre mondiale, il y a eu de nombreuses victimes dans les deux camps lors des combats qui s'y sont déroulés. La ville a connu un grand développement économique à partir de 1970. Dubica a été tenue à l'écart des affrontements durant la guerre de Bosnie de 1992-1993. Dubica a néanmoins été bombardée pendant le mois de septembre 1995 par l'artillerie croate. L'attaque croate y fit 8 morts y compris des femmes et des enfants.

## Localités

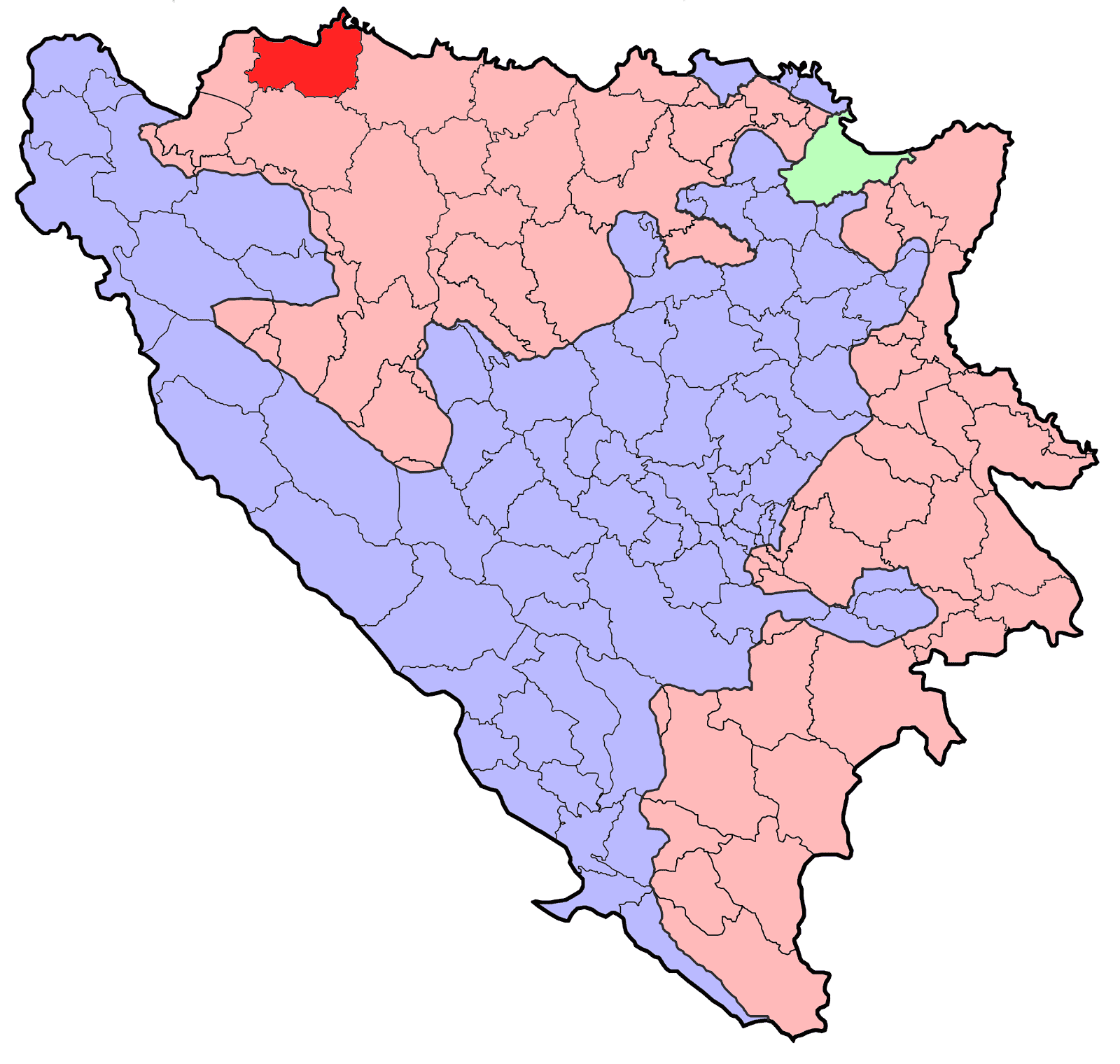
Localisation de la municipalité de Kozarska Dubica en Bosnie-Herzégovine

La municipalité de Kozarska Dubica compte 61 localités :
| - Aginci - Babinac - Bačvani - Bijakovac - Bjelajci - Božići - Brekinja - Čelebinci - Čitluk - Čuklinac - Demirovac - Dizdarlije - Donja Gradina - Donja Jutrogošta - Donja Slabinja - Donji Jelovac | - Draksenić - Furde - Gornja Gradina - Gornjoselci - Gunjevci - Hadžibajir - Hajderovci - Jasenje - Johova - Jošik - Kadin Jelovac - Klekovci - Knežica - Komlenac - Košuća - Koturovi | - Kozarska Dubica - Kriva Rijeka - Maglajci - Malo Dvorište - Međeđa - Međuvođe - Mirkovac - Mlječanica - Mrazovci - Murati - Novoselci - Odžinci - Parnice - Pobrđani - Pucari - Rakovica | - Sjeverovci - Sključani - Sreflije - Strigova - Suvaja - Ševarlije - Tuključani - Ušivac - Veliko Dvorište - Verija - Vlaškovci - Vojskova - Vrioci |

## Démographie

### Villeintra muros

#### Évolution historique de la population dans la villeintra muros
| 1948  | 1953  | 1961  | 1971  | 1981   | 1991    | 2013   |
| ----- | ----- | ----- | ----- | ------ | ------- | ------ |
| 4 442 | 4 720 | 5 953 | 9 185 | 11 170 | 13 680, | 11 566 |

|  |

### Municipalité

#### Évolution historique de la population dans la municipalité
| 1971   | 1981   | 1991   | 2013   |
| ------ | ------ | ------ | ------ |
| 30 384 | 30 887 | 31 606 | 23 074 |

#### Répartition de la population par nationalités dans la municipalité (1991)
En 1991, sur un total de 31 606 habitants, la population se répartissait de la manière suivante :

## Politique
À la suite des élections locales de 2012, les 27 sièges de l'assemblée municipale se répartissaient de la manière suivante :
| Parti                                               | Sièges |
| --------------------------------------------------- | ------ |
| Alliance des sociaux-démocrates indépendants (SNSD) | 9      |
| Parti démocratique serbe (SDS)                      | 7      |
| Parti du progrès démocratique (PDP)                 | 5      |
| Alliance démocratique nationale (DNS)               | 3      |
| Parti socialiste (PS)                               | 1      |
| Parti d'action démocratique (SDA)                   | 1      |
| Minorités nationales                                | 1      |

Mile Zlojutro, membre du Parti démocratique serbe (SDS), a été élu maire de la municipalité.

## Tourisme

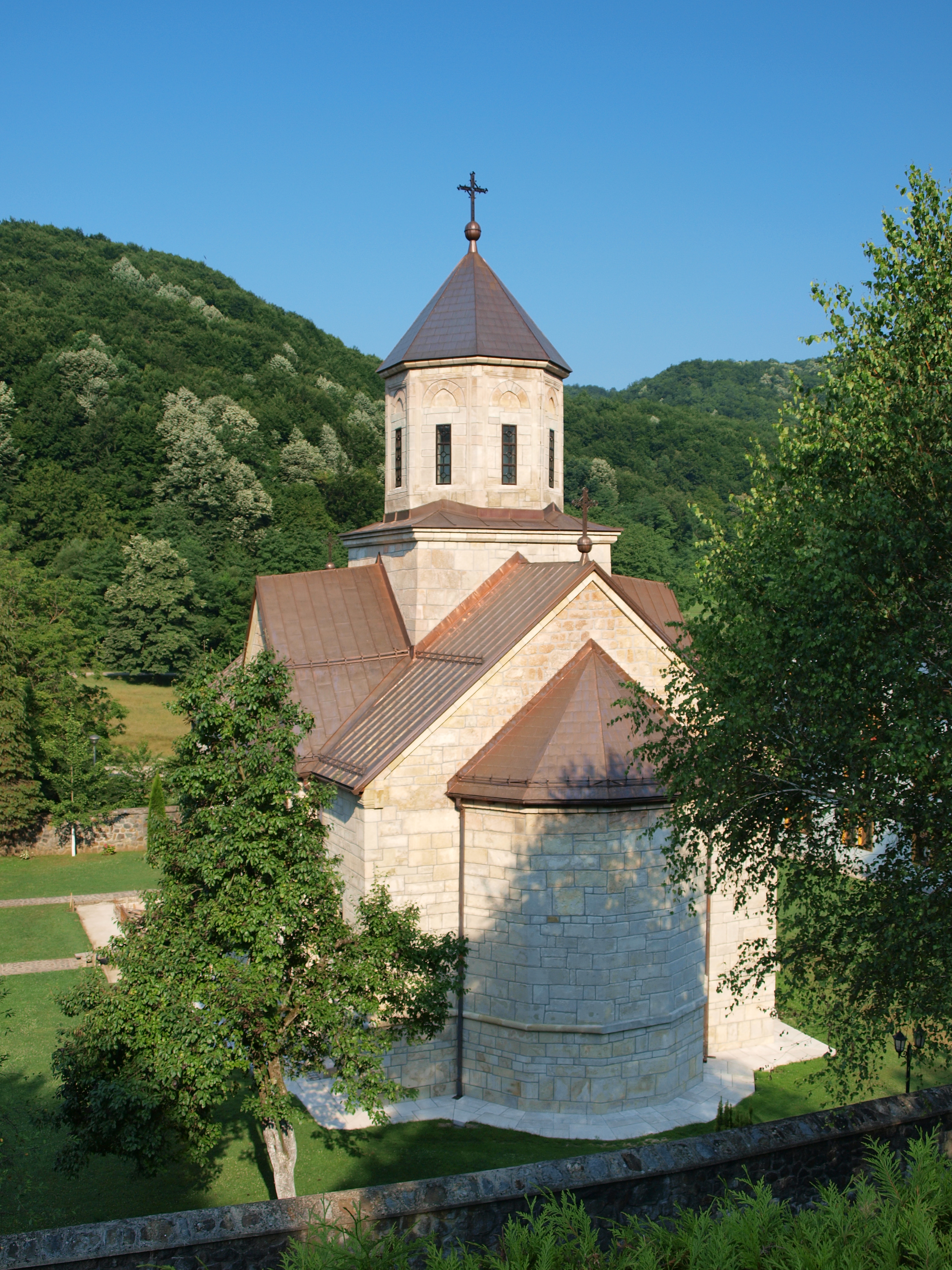
Le monastère de Moštanica